# Statesthésie
La statesthésie est en physiologie le sens de la position corporelle, c’est l’une des trois propriétés constitutives de la proprioception. Elle concerne la sensation qu’à un être vivant de sa position dans l’espace, de sa posture, on parle aussi de sensibilité posturale.
Ainsi la proprioception regroupe la capacité à connaître à chaque instant consciemment ou non, la position de notre corps dans l’espace et à évaluer les mouvements et la résistance contre laquelle une tâche motrice est réalisée. Elle rassemble trois propriétés : la sensibilité à la position (statesthésie) qui informe l’individu en continu des angles formés par chaque articulation et donc de la position relative des membres entre eux et par rapport au corps, la sensibilité au mouvement (kinesthésie) et la sensibilité à la force (dynamesthésie) ou aux résistances opposées au corps . L’étude de la physiologie de la proprioception comporte deux éléments : la proprioception inconsciente et la proprioception consciente, c’est cette dernière qui est le support de la statesthésie et de la kinesthésie.
L’approche de la statesthésie est largement développée en neurologie, médecine physique et de réadaptation, kinésithérapie, préparation sportive, etc. En médecine, la rééducation proprioceptive a un effet positif sur les capacités statesthésiques et kinesthésiques des patients. L'intégration systématique des tests de statesthésie dans le bilan proprioceptif améliore fortement la compréhension du contexte vécu par le patient.